# Els Berros de la Cort
Els Berros de la Cort són un grup de folk i música medieval fundat a Girona el 1994. Des dels seus inicis han presentat espectacles musicals itinerants de carrer amb un repertori d'adaptacions medievals. A partir de l'any 2006 també realitzen actuacions en format de concert en l'àmbit de les noves músiques d'arrel i el folk contemporani. El seu darrer disc i espectacle és Torb, estrenat a la Fira Mediterrània de Manresa l'11 d'octubre de 2019. Un disc on el grup presenta per primera vegada un repertori d'autoria pròpia.
En paral·lel als seus propis espectacles, el grup fa una primera incursió al món del teatre i crea i interpreta la música en directe a La Taverna dels Bufons, un espectacle protagonitzat per Joan Pera, Carles Canut i Dafnis Balduz. Es tracta d'un espectacle de creació dirigit per Martí Torras Mayneris – que ha escrit la dramatúrgia conjuntament amb Denise Duncan- a partir de totes les obres de William Shakespeare. La Taverna dels Bufons es va estrenar el 28 de desembre de 2016 i va fer temporada al Teatre Romea de Barcelona de desembre de 2016 fins a febrer de 2017.
També han compost i creat la música per a diferents projectes audiovisuals, entre els quals destaquen La Llegenda de Sant Jordi (2014), una adaptació cinematogràfica d'una de les històries més arrelades de la cultura catalana escrita i dirigida per Arnau Olivé i Noemí Stängel; o bé Història d'un futur (2014), un documental de Marc Clarió i Bernat Garrigós que recull la visió de la gent gran sobre el procés independentista a Catalunya i del qual el grup en va fer tota la banda sonora.

## Discografia
- Els Berros de la Cort (Galileo MC, 2006)[9]
- Egregore (Nufolk - Galileo MC, 2008)[10]
- Los nòstres vices e pecats (Nufolk - Galileo MC, 2012)[11]
- Torb (Segell Microscopi, 2019)[2]